# Jack Cox (Kameramann)
Jack Cox (auch: Jack E. Cox, John Cox, John J. Cox; * 26. Juli 1890 in London-Fulham; † 29. Juli 1960 in der  Grafschaft Surrey) war ein britischer Kameramann, der vor allem für seine Arbeit an Alfred Hitchcocks Frühwerken bekannt wurde.

## Leben
Cox kam 1910 zum Film als Laufbursche bei der Produktionsfirma Gaumont British. Zu Beginn der 20er Jahre wurde er Chefkameramann der Stoll Co. und arbeitete zunächst an einigen Inszenierungen (Komödien, Abenteuergeschichten, romantische Melodramen) des Regisseurs Maurice Elvey.
1927 lernte Cox Hitchcock kennen und fotografierte durchgängig seine Filme bis 1932. Nach einigen eher schwachen Unterhaltungsprodukten in den unterschiedlichsten Genres holte ihn Hitchcock 1937 ein letztes Mal zu sich: für den Geheimagenten-Thriller „Eine Dame verschwindet“.
Es folgten gegen Ende des Krieges diverse kameratechnisch herausfordernde, beim Kinopublikum ungemein populäre Filmromanzen und Abenteuergeschichten, die er in den 40er Jahren für die damals überaus erfolgreiche Gainsborough Pictures fotografierte. Seine Karriere beendete Cox mit sechs Komödien des Regisseurs John Paddy Carstairs in den Jahren 1954 bis 1958.

## Filmografie (Auswahl)
| - 1921: The Four Feathers - 1921: A Romance of Wastdale - 1923: The Wandering Jew - 1923: Sally Bishop - 1924: White Slippers - 1924: Confessions - 1925: The Last Witness - 1926: The Chinese Bungalow - 1926: The White Sheik - 1927: Der Weltmeister (The Ring) - 1928: The Farmer’s Wife - 1928: Launen einer Dollar-Prinzessin - 1929: Der Mann von der Insel Man (The Manxman) - 1929: Erpressung (Blackmail) - 1930: Juno and the Paycock - 1930: The Lady From the Sea - 1930: Mord – Sir John greift ein! (Murder!) - 1930: Mary (deutsche Version von Murder!) - 1931: Bis aufs Messer (The Skin Game) - 1931: Nummer siebzehn (Number Seventeen) - 1931: Endlich sind wir reich (Rich and Strange) - 1932: Sleepless Nights - 1933: Over the Garden Wall - 1934: The Great Defender - 1934: Red Wagon - 1935: Mimi -- Der Roman einer großen Liebe (Mimi) - 1935: Music Hath Charms - 1936: Der Mann, der sein Gehirn austauschte (The Man Who Changed His Mind) - 1936: The Three Maxims - 1937: Dr. Syn - 1937: Okay for Sound - 1938: Eine Dame verschwindet (The Lady Vanishes) | - 1938: Strange Boarders - 1938: Crackerjack - 1939: They Came by Night - 1940: Neutral Port - 1940: The Ghost Train - 1941: Hi Gang - 1941: Cottage to Let - 1941: A Letter from Home - 1942: We Dive at Dawn - 1943: Million Like Us - 1943: The Adventures of Tartu - 1944: 2000 Women - 1944: Madonna der sieben Monde (Madonna of the Seven Moons) - 1945: Drei Ehen (They Were Sisters) - 1945: Die Frau ohne Herz (The Wicked Lady) - 1946: Paganini (The Magic Bow) - 1946: Viel Vergnügen (Holiday Camp) - 1947: The Idol of Paris - 1948: Notlandung (Broken Journey) - 1948: Wenn Frauen träumen (Once Upon a Dream) - 1949: The Cure of Love - 1950: Die Atomente (Mr. Drake’s Duck) - 1952: Babes in Bagdad - 1953: Star of My Night - 1954: Verliebt, verrückt und nicht verheiratet (One Good Turn) - 1955: Ich und der Herr Minister (Man of the Moment) - 1956: Ich und die Frau Gräfin (Up in the World) - 1956: Da hast du noch mal Schwein gehabt (The Big Money) - 1957: Ein Spatz in der Hand (Just My Luck) - 1958: The Square Peg |